# 博加氏裸吻電鰻
博加氏裸吻電鰻，為輻鰭魚綱電鰻目大吻電鰻科的其中一種，為熱帶淡水魚，分布於南美洲委內瑞拉奧里諾科河流域，棲息在底中層水域，生活習性不明。

## 扩展阅读
維基物種上的相關：博加氏裸吻電鰻